# Машоналенд Запад
Машоналенд Запад (Mashonaland West) је покрајина Зимбабвеа. Површина је 57.441 km² и број становника је око 1,2 милион (2002). Чинхоји је главни град покрајине.